# Bradley County, Arkansas
Bradley County är ett administrativt område i delstaten Arkansas, USA. År 2010 hade countyt 11 508 invånare. Den administrativa huvudorten (county seat) är Warren. 

## Geografi
Enligt United States Census Bureau har countyt en total area på 1 694 km². 1 694 km² av den arean är land och 0 km²  är vatten.

### Angränsande countyn
- Cleveland County  - north
- Drew County  - öst
- Ashley County  - sydöst
- Union County  - sydväst
- Calhoun County  - väst